# Irmin Frank
Irmin Frank, geborene Toth-Sonns (* 1939 in Wien; † 24. Dezember 2010) war eine österreichische Textilkünstlerin.

## Leben und Wirken
Frank wuchs in Schärding auf und wurde dort von der Riederin Emmy Woitsch gefördert. Sie studierte Malerei bei Albert Paris Gütersloh an der Akademie der Bildenden Künste Wien.
Mit ihrem Mann, dem Bildhauer und Keramiker Ino Frank († 1992), kam sie in den 1960er-Jahren ins Burgenland, wo sie viele Jahre in Baumgarten lebte. Sie ist Mutter von Dorothee und Lukas und unterrichtete von 1971 bis 1977 am Bundesrealgymnasium Oberpullendorf.
1969, 1970, 1973 und 1974 initiierte sie internationale Malerwochen in der Orangerie des Schlosses Esterhazy in Eisenstadt.
Nach 1974 begann die Auseinandersetzung mit der Technik der Batik, die sie konsequent zur Textilgrafik weiterentwickelte. Ab 1985 war sie Mitglied der Innviertler Künstlergilde.

## Werke
- Oli und Purzelbaum, Geschrieben von Jutta Treiber und gezeichnet von Irmin Frank, 176 Seiten, Baumgarten, 1981

## Ausstellung
Irmin Frank nahm an zahlreichen Ausstellungen im In- und Ausland teil, u. a.
- Textilkunst, Batik, Österreichisches Kulturinstitut Prag, 1997
- Kunst.Kontakt.Textil, Kulturvereinigung Oberpullendorf, 2012
- Textilkunst, Batik, Reithalle des Schlosses Teplice, 2001